# João Pedro Coimbra

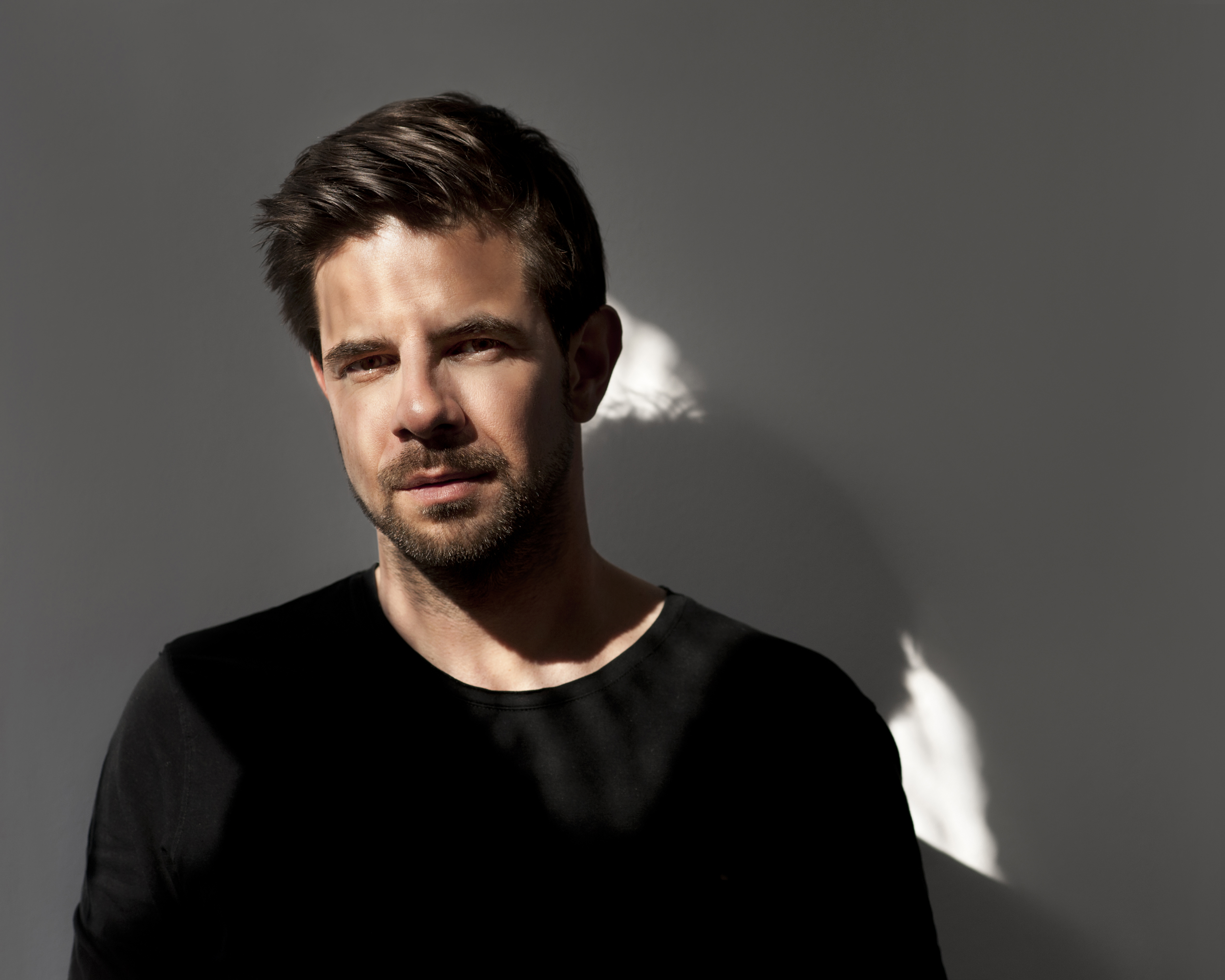

João Pedro Coimbra é um músico e produtor português, compositor e letrista do grupo MESA.
Iniciou-se como músico profissional em 1992 com o Ballet Teatro do Porto e com a Orquestra de Jazz do Porto. Tem uma carreira transversal que espelha a curiosidade que nutre por vários estilos musicais e pelo próprio som enquanto fonte e objecto moldável, a situações e contextos. O seu trabalho passa também pela escrita para Cinema, Teatro, TV e Publicidade. Alguns exemplos desses trabalhos são, no Cinema, o “Crime do Padre Amaro” e “Uma Aventura na Casa Assombrada” de Carlos Coelho da Silva, no Teatro, “As Espingardas da Sra. Carrar”, com encenação de António Durães, “Crash, Karaoke, Kitchnet”, (de Ana Deus) com encenação de Regina Guimarães, vários colaborações com Nuno Markl no programa da RTP1, “5 para a meia-noite” e em Publicidade, com a banda-sonora da campanha de lançamento, do Metro do Porto.
Em 1993 integra a formação original dos Bandemónio, como baterista, onde se manteve até 1996, fazendo duas digressões e gravando o EP "Talvez F". Nesse mesmo ano inicia a sua colaboração com os Três Tristes Tigres na digressão de “Guia Espiritual”, gravando em 1998, “Comum” e em 2001 a colectânea “Visita de Estudo”, onde é co-autor do tema Coisas Azuis e de uma remistura de “Mundo a meus pés”. É durante este período que o interesse pela composição se manifesta. Estreia a convite da Porto 2001 o espectáculo “Percussão Acidental” onde são lançadas as sementes dos Mesa, grupo que fundou em 2002.
Em 2003 é editado o 1o álbum dos Mesa que lança até ao momento mais 5 discos, “Vitamina” (2005), “Para todo o mal” (2008), “Automático” (2011), “Pés que Sonham ser Cabeças” (2013) e “Loner” (2016) o primeiro registo em Inglês. “Asteroid” foi o primeiro single a ser extraído deste álbum e esteve várias semanas nos primeiros lugares do Top 10 da aplicação Shazam, mostrando a capacidade dos Mesa em recriarem a sua matriz sonora.
Em 2017, a convite da RTP escreve “Don’t Walk Away” para o Festival da Canção. Interpretada por Pedro Gonçalves, a canção vence o tele-voto na 2a semi-final e torna-se a primeira canção na História do Festival, inteiramente escrita em inglês, a chegar à final. 
Em 2018, a convite da RTP cria com Nuno Figueiredo o projecto de homenagem a Carlos Paião, a propósito dos 20 anos da sua morte e parte em digressão com os Três Tristes Tigres que entretanto se voltaram a reunir para comemorar o lançamento de "Guia Espiritual".
Em 2019, cria o projecto VIBRA que está neste momento em fase de conclusão e que contou com o alto patrocínio da Câmara Municipal do Porto e do Ministério da Cultura. O objectivo central do VIBRA foi combinar a plasticidade dos espaços públicos e suas inerentes características acústicas, na composição das peças musicais. Os espaços públicos escolhidos foram considerados do ponto de vista formal, como instrumentos musicais, contribuindo com a sua volumetria e idiossincrasias geométricas, na própria concepção musical. O projecto foi gravado na Casa da Música do Porto, na Estação de Metro do Marquês, na Fundação de Serralves, no rio subterrâneo “Rio de Vila” por baixo da Rua Mouzinho da Silveira e na Câmara Anecóica da FEUP e será editado em Outubro, acompanhado de um documentário realizado por Vasco Mendes.  
Este será o primeiro registo em nome próprio desde o início da carreira.  

## Prémios e Nomeações
2017 Festival da Canção, 2017 (“1º lugar Tele-Voto” -  2a semi-final)
2009 Nomeação para o Globo de Ouro (SIC) (“Melhor Grupo” - Mesa)
2006 Nomeação para o Globo de Ouro (SIC) (“Melhor Grupo” e “Melhor Canção” - Mesa)
2005 Nomeação MTV Europe Music Awards (“Melhor Grupo” - Mesa)
2005 Top 10 Billboard Europe, 6o lugar (“Melhor disco” - Mesa)
2004 Vencedor, Globo de Ouro (SIC) (“Melhor Grupo” - Mesa)
2004 Vencedor, Dance Club Award (“Melhor Disco” - Mesa)
2003 Vencedor, Antena 3 (“Melhor Disco” - Mesa)
1997 Vencedor, Prémios Blitz (“Melhor Disco” e “Melhor Grupo" - Três Tristes Tigres)
1995 Vencedor, Prémios Blitz (“Melhor Disco”, “Melhor Grupo”, “Melhor Canção” - Pedro Abrunhosa e os Bandemónio)

## Discografia
2018 "Paião" (PAIÃO) Sony Music
2017 “Don’t Walk Away” (Pedro Gonçalves) Klang Technik-Sony Music
2016 “Loner” (Mesa) Klang Technik-Lemon
2015 “Press the Keys” for Clarinet Bass and Live Electronics (Frederic Cardoso) FC
2015 “Asteroid” (Mesa) Klang Technik
2013 “Pés que sonham ser cabeças” (Mesa) Klang Technik-Sony Music
2011 “Animal” (Osso Vaidoso) Optimus Discos
2011 “Automático” (Mesa) Metrodiscos-EMI
2011 Stereoboy "M" Ed. Cãoceito
2009 "Brutes on the Quiet" (Andrew Thorn) Klang Technik
2008 "Companhia das Índias" (Rui Reininho - Lados B) Sony Music
2008 "Tributo a Carlos Paião" (Mesa - Sr. Extraterrestre) Farol música
2008 "Novos talentos Fnac" (Andrew Thorn - Strip Machine) Antena 3-Fnac
2008 "UPA Unidos para ajudar" (Mesa + Rui Reininho - BI.Polar) Sony Music
2008 "Para todo o mal" (Mesa) Sony-BMG
2007 “Sapafacial” (Coldfinger) Lisbon City Rockers-Valentim de Carvalho
2005 “Vitamina” (Mesa) EMI
2005 “3 Pistas: Antena 3” (Mesa) Universal
2005 “New Versions” (Mourah) Nova Zona
2004 “Mesa feat. Rui Reininho” (Mesa) EMI
2004 “Apontamento” (Margarida Pinto) LCR-Zona Música
2004 “O Medo” (Amália Revisited c Ana Deus) Difference
2003 “Base” (P.A – Percussão Acidental) LCR-Zona Música
2003 “Mesa” (Mesa) Zona Música
2002 “Pop up Songs” (Mesa - Divagadora) Universal
2002 “Tenaz” (Tenaz) Spa
2001 “Return to Lefthand” (Coldfinger) Norte-Sul-VC
2000 “Visita de Estudo” (Três Tristes Tigres) Emi-VC
1998 “Comum” (Três Tristes Tigres) Emi-VC
1995 “Talvez F” (Pedro Abrunhosa e os Bandemónio) Polygram-Universal
1994 “Viagens” (Pedro Abrunhosa e os Bandemónio) Polygram-Universal 